# Carrousel (музична група)
Carrousel (укр. Карусель) — швейцарський музичний гурт, заснований у 2007 році в Парижі (Франція), який у своїй творчості поєднує рокову, фольк-музику та сучасну французьку пісню. Назва колективу відображає енергію, барвистість і поетичність текстів та різноманітність інструментів, які використовуються групою.

## Історія
У 2007 році, у Волоні, на півдні Франції, відбулася зустріч Софі Буранді (родом з Оверні), яка грала на акордеоні на терасі бістро, та Леонара Ґонья (родом із Жури), який сидів у кав'ярні на іншому боці вулиці та, почувши музику, підійшов до Софі зі своїм акордеоном у руках.
Вони писали тексти, співали, грали на гітарі і багатьох інших інструментах, тому ідея створити спільний проект була очевидною.
У Парижі, в Міжнародному містечку мистецтв, вони разом написали свої перші пісні. Після повернення до Швейцарії до проекту приєдналися Т'єррі Кетта та Крістіан Броун.
Широку популярність гурт здобув після виходу першого альбому "Tandem" у лютому 2010 року. Поширення творів групи на радіо відкрило двері багатьох сцен Швейцарії, таких як рок-фестиваль Палео в Ньйоні, Rock oz'Arènes, Джазовий фестиваль у Монтре. Згодом група почала грати за межами Швейцарії, брати участь у різних шоу молодих виконавців.
Після тривалого турне у 2012 році група зробила коротку творчу перерву для підготовки другого альбому — "En équilibre". Відтак знову вирушає в турне Швейцарією, Францією та Німеччиною.

## Участь в Євробаченні
У 2013 році гурт Carrousel взяв участь у швейцарському національному відборі на Євробачення 2013 з піснею «J’avais rendez-vous» (укр. «У мене була зустріч»), посівши друге місце у фіналі, завдяки набраним 17,26% голосів.

## Склад виконавців
- Софі Буранді (Sophie Burande) — вокал, акордеон, мелодійна гармоніка та інші дрібні інструменти
- Леонар Ґонья (Léonard Gogniat) — вокал, гітара, акордеон
- Т'єррі Кетта (Thierry Cattin) — барабани, ударні музичні інструменти
- Крістіан Броун (Christian Bron) — бас-гітара

## Дискографія
- 2010 — Tandem
- 2012 — En équilibre